# Château Batailley
Le château Batailley, est un domaine viticole de 62 hectares situé à Pauillac en Gironde. Situé en AOC pauillac, il est classé cinquième grand cru dans la classification officielle des vins de Bordeaux de 1855.

## Histoire
Ce nom a été donné au domaine car au XIXe siècle ce fut le terrain de bataille entre les Français et les Anglais[réf. nécessaire].
- Illustrations du château Batailley au XIXe siècle

"Illustrations
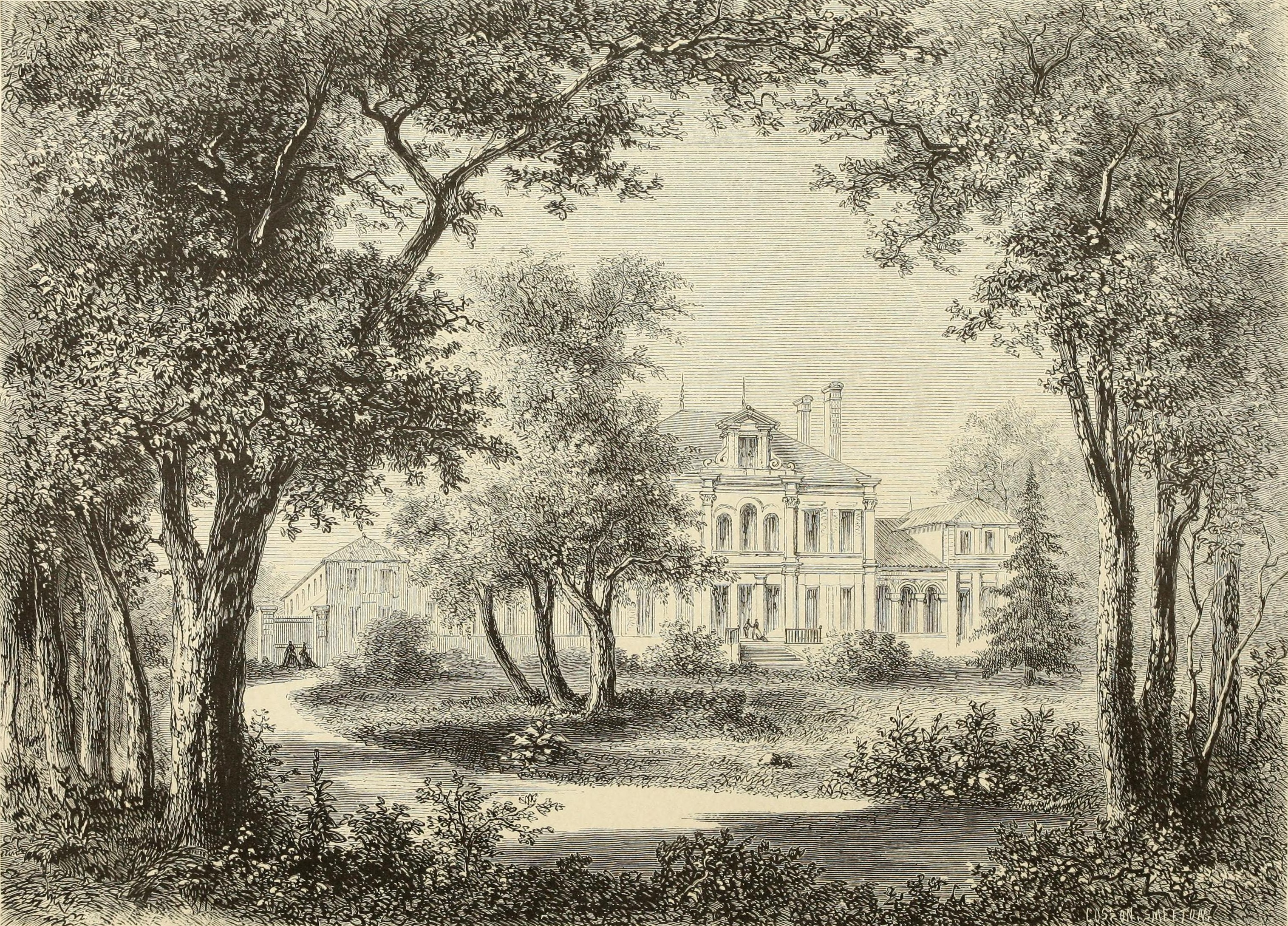
En 1838.
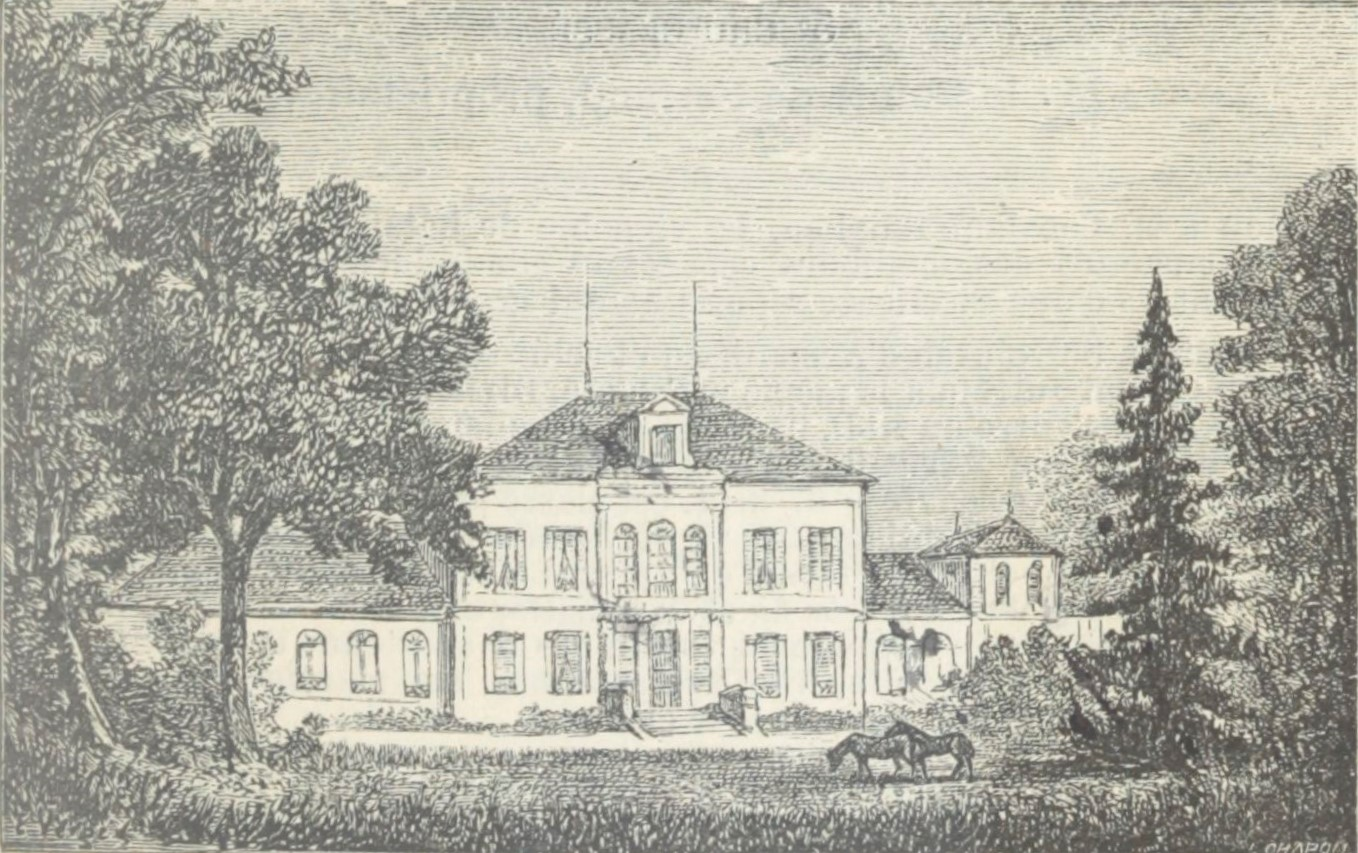
En 1898.

## Vignoble
Situé à l’extrémité Sud-Ouest de l’appellation, à quelques kilomètres de la ville de Pauillac, le vignoble de 62 ha s’étend sur des sols de graves profondes anciennes du Günz, de silice et de sables.

L’encépagement est constitué de cabernet sauvignon (70 %), merlot (25 %), cabernet franc (3 %) et petit verdot (2 %). Les vignes ont une moyenne d’âge de 40 ans et la densité de plantation est de 8 500 pieds/ha.

## Vins

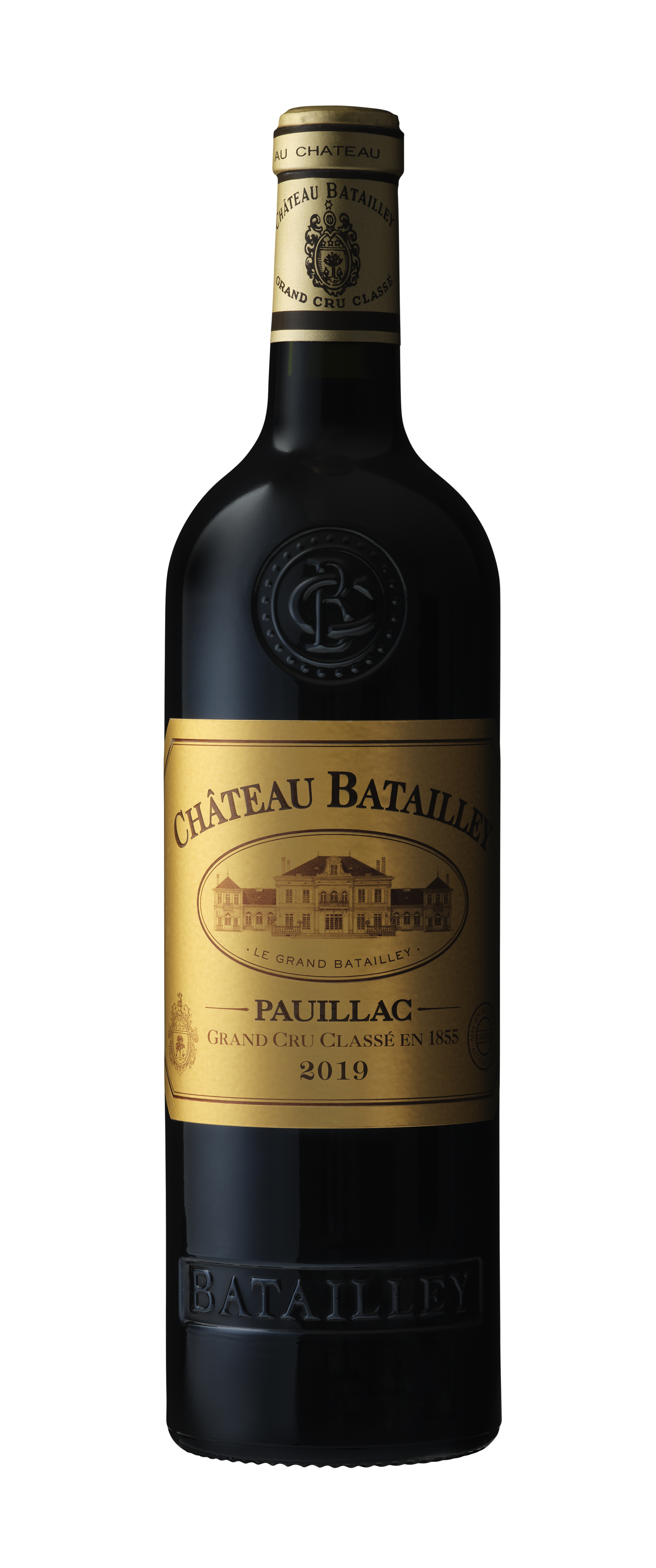
Bouteille de Château Batailley.